# Едуард Сиймур
Едуард Сиймур, първи херцог Съмърсет на английски: Edward Seymour, 1st Duke of Somerset (ок. 1506 – 22 януари 1552) е лорд-протектор на Англия в периода от 1547 г. (смъртта на Хенри VIII) до осъждането му на смърт през 1549 г.

## Протекторатът на Сиймур

### Регентски съвет
При смъртта на Хенри VIII неговият син и племенник на Едуард Сиймур става крал като Едуард VI. Завещанието на Хенри VIII назовава 16 изпълнители, които да действат като Регентски съвет на Едуард, докато стигне 18-годишна възраст. Тези изпълнители са допълнени от 12 мъже „of counsel“, които да помагат на изпълнителите, когато са призовани. Завещанието съдържа клауза за „неизпълнени дарове“, добавена в последната минута, която позволява на изпълнителите на Хенри да раздават свободно земи и почести на себе си и на двора, особено на Сиймур, който става лорд-протектор на кралството и получава титлата „херцог на Съмърсет“.
Няколко дни след смъртта на Хенри на 4 февруари изпълнителите решават да дадат почти царска власт на Едуард Сиймур. Тринадесет от шестнадесетте члена (другите отсъстват) одобряват назначението му като протектор, което те оправдават като тяхно общо решение „по силата на властта“ на завещанието на Хенри.
Назначението на Сиймур отговаря на историческия прецедент. Чичовци на крале са били назначавани за протектори през 1422 и 1483 по време на непълнолетието съответно на Хенри VI и Едуард V. Неговата пригодност за тази роля е подсилена от военните му успехи в Шотландия и Франция. През март 1547 г. той си осигурява патент от крал Едуард, който му дава почти монархическо право сам да назначава членове на Тайния съвет и да се консултира с тях само когато го пожелае. През 1549 г. Уилям Паджет го описва като крал във всичко освен в звание. Той управлява основно чрез прокламации, призовавайки Тайния съвет само да „подпечатва“ решенията му.

### Томас Сиймур
Другият чичо на невръстния крал е братът на Едуард Сиймур – Томас Сиймур. Той също се домогва до личността на краля и жадува за по-голяма роля във властта. Например, той започва да дава джобни пари на крал Едуард, казвайки му, че Едуард Сиймур държи портмонето си твърде стиснато, правейки го „крал-просяк“. През април 1547, използвайки подкрепата на краля, за да заобиколи съпротивата на лорд протектора, Томас Сиймур тайно се оженва за Катрин Пар, вдовица на Хенри VIII, чието протестантско домакинство включва 11-годишната лейди Джейн Грей и 13-годишната принцеса Елизабет.
През лятото на 1548 бременната Катрин Пар открива Томас Сиймур да прегръща Елизабет. В резултат на това Елизабет е преместена в дома на сър Антъни Дени. През септември Катрин Пар умира при раждането и Томас Сиймур възобновява вниманието си към Елизабет, планирайки да се ожени за нея. През януари 1549 Регентският съвет арестува Томас по различни обвинения, включително за присвояване на средства от Бристълския монетен двор. Самият крал Едуард свидетелства за джобните пари. При липса на ясни доказателства Томас Сиймур е осъден от парламента и обезглавен на 20 март 1549 г.

### Падение
Лорд протекторът воюва с Шотландия и Франция от 1547 до 1549 г. Освен това в Англия избухват бунтове заради налагането на религиозни служби на английски и заради заграждането на общи пасища. На събитията от 1549 г. се гледа като на колосален провал на правителството и Съветът вини лорд протектора.
Събитията, довели до свалянето на Едуард Сиймур от власт, често са наричани държавен преврат. До 1 октомври Сиймур е уведомен, че над управлението му е надвиснала заплаха. Той издава прокламация, призоваваща за помощ, взема краля и се оттегля за безопасност в укрепения Уиндзорски замък, където Едуард пише: „Струва ми се, че съм в затвор“. Междувременно единен Съвет публикува подробности за правителствени злоупотреби от страна на Сиймур. Те дават ясно да се разбере, че властта на протектора идва от тях, а не от завещанието на Хенри VIII. На 11 октомври Съветът арестува Едуард Сиймур и довежда краля в двореца Ричмънд. Едуард резюмира обвиненията срещу Сиймур в своята Хроника: „Амбиция, тщеславие, влизане в безразсъдни войни в моята младост, изглеждащ пренебрежителен към Нюхейвън, обогатяващ се с моето съкровище, следващ собственото си мнение и правейки всичко по собствена власт и пр." През февруари 1550 Джон Дъдли оглавява Регентския съвет и става на практика наследник на Сиймур.
Въпреки че Сиймур е освободен от Тауър и възстановен в Съвета, той е екзекутиран за углавно престъпление през януари 1552 г., след като заговорничи за сваляне на режима на Дъдли. Погребан в Сейнт Питър ад Винкула в Тауър.